# 千手院 (長野県佐久穂町)
千手院（せんじゅいん）は長野県南佐久郡佐久穂町にある寺院。宗派は天台宗。山号を平林山と号し、寺号を津金寺と号す。本尊は千手観世音菩薩。

## 概要
寺伝によれば、仁寿年間（851年～854年）に、円仁によって創建されたという。当初は蓼科山麓にあったが、移転した後、応永13年（1407年）に現在地に移ったという。その際に、名称を「平林山千手院津金寺」と号すようになった。
武田信玄や武田勝頼の信仰も篤かったが、天正10年（1582年）に落雷により伽藍を焼失した。また、現在でも、境内に武田勝頼鎧掛けをしたと伝わる松が存在している。
本尊の千手観世音菩薩は、長野県立科町の津金寺と山梨県北杜市の津金寺（海岸寺）と共に行基の自彫と伝わり、初め蓼科山の山麓に出現したという。千手院・津金寺・海岸寺の3か寺は、共に行基が創建したことや行基の自彫の観世音菩薩を祀ることや3か寺が「津金寺」と称することなどから、「日本三津金寺」と呼ばれている。
また、本尊の千手観世音菩薩は、行基が創建した際に蓼科山に出現したと伝わり、その後当寺があるこの地域に移転した際に、地名から「平林観音」と称されるようになった。現在でも佐久三十三番観音の札所の観音として信仰を集めている。正月は初観音で厄除け、夏は夜観音で盛り、秋は収穫を終わっての例祭で盛り上がったという。

## 伽藍
- 本堂（観音堂）
- 愛染堂
- 仁王門
- 子安堂
- 弁天堂
- 客殿
- 赤門

## 御詠歌
みほとけの
みのりもしげき
平林
いつも涼しき
御堂なりけり

## 周辺
- 東日本旅客鉄道（JR東日本）■小海線　羽黒下駅
- 平林神社
- 栄橋
- 北沢大石棒
- 千曲川